# 瓦恩蘭 (明尼蘇達州)
瓦恩蘭（英語：Hayland）是位於美國明尼蘇達州密爾湖縣卡西歐鎮區的一個普查規定居民點。

## 人口
根據2020年美國人口普查的數據，瓦恩蘭的面積為25.57平方千米，當中陸地面積為24.15平方千米，而水域面積為1.42平方千米。當地共有人口869人，而人口密度為每平方千米33.99人。